# Saade Almostaim
ʾAbu Nácer Saade ibne Ali ibne Iúçufe (em árabe: أبو نصر "المستعين" سعد بن علي بن يوسف; romaniz.: ʾAbū Naṣr al-Mustaʿīn Saʿd ben ʿAlī Ben Yūsuf, cognominado Almostaim (em árabe: مستعين, "que é apoiado [por Deus]") e conhecido como Ciriza, Cidi Sad ou Mulei Zade nas crónicas castelhanas (m. 1465) foi o 20º rei nacérida de Granada em duas ocasiões entre 1455 e 1464. Era neto de Iúçufe II e sobrinho de Iúçufe III (r. 1408–1417), e sucedeu a Maomé XI (El Chiquito), que derrubou com o apoio de Castela. O seu reinado foi interrompido durante alguns meses em 1462 pelo seu irmão Abu Alhajaje Iúçufe (Iúçufe V). Foi sucedido pelo seu filho Alboácem Ali (Mulei Alboácem ou Mulhacém), que o destronou em 1464.

## Ascensão ao trono
Durante a última parte do seu reinado, a partir de 1451, senão antes, Maomé IX Alaiçar partilhou o trono com Maomé XI, que nomeou seu sucessor e com quem casou com a sua filha. Quando Maomé IX morreu em 1453, Maomé XI assumiu sozinho o trono. No início de 1454, os Abencerragens,[a] que tinham começado por não se opôr à sua proclamação, resolvem procurar um novo candidato ao trono, acabando por escolher Abu Nácer Saade que proclamam rei em Archidona em julho, mas Maomé el Chiquito continua a controlar a capital e as cidades mais importantes do reino.
Entretanto, em Castela, Álvaro de Luna, o valido do rei João II, tinha perdido a confiança deste e foi executado a 2 de junho de 1453 em Valladolid. João II morre a 21 ou 22 de julho de 1454, pouco depois da proclamação de Saade em Archidona, sucedendo-lhe Henrique IV. Alguns dias depois da coroação de Henrique, chega à sua corte Alboácem Ali, filho de Saade, que vai ficar como refém do rei castelhano juntamente com mais 350 granadinos em troca do apoio pedido pelos Abencerragens a Castela para colocar Saade no trono de Granada.
Henrique IV prossegue e amplifica a política de assédio na fronteira do reino de Granada e atiça as divisões internas na dinastia nacérida. As incursões castelhanas em território nacérida repetem-se todos os anos, embora sem grandes consequências, aparentemente servindo mais para entreter os nobres e evitar que tenham ideias de rebelar-se e para justificar o dinheiro recebido por conta da cruzada decretada pelo Papa Calisto III, pois segundo um cronista da época, Henrique gastou muito pouco com a "guerra dos mouros".
Na primavera de 1455, o emirado granadino encontrava-se dividido em três: Maomé el Chiquito controlava Málaga, Guadix e Almeria; Saade continuava em Archidona e tinha sob as suas ordens a guarnição africana de Ronda; por fim, os castelos de Íllora e de Moclín, bem como a importante posição estratégica de Gibraltar encontravam-se sob o controlo dos antigos apoiantes de Maomé Alaiçar.[b] Henrique IV entrou na Veiga de Granada com um poderoso exército, os granadinos mantiveram-se fiéis a Maomé XI. Em maio de 1455, as forças castelhanas penetram até Málaga, que resiste sob o comando de [[ibne Albar e ibne Cumasa. Saade encontra-se com o rei castelhano para lhe prestar homenagem.
Saade Almostaim, apoiado pelos Abencerragens e por Castela, toma o poder em Granada ainda em 1455.[c] Maomé XI refugia-se nas Alpujarras.

### Primeiro reinado (1455-1462)
Saade Almostaim, apoiado pelos Abencerragens e por Castela, toma o poder em Granada em 1455. No mesmo ano, Henrique IV de Castela cerca Álora mas não chega a conquistá-la. Em 1456, os adversários de Henrique retomam Estepona, Jimena de la Frontera e Benalmádena, que abandonam pouco depois. Os habitantes de Benalmádena refugiam-se em Mijas e voltam à sua terra em seguida, para a reconstruirem. A trégua com Castela termina em 1461 e Castela conquista Fuente de Piedra. O governador castelhano de Xaém, Miguel Lucas de Iranzo, faz duas incursões no reino de Granada; estas entradas audaciosas causam grande agitação entre os granadinos.
A 11 de abril de 1462, o príncipe herdeiro de Granada, Alboácem Ali, derrota Luis Pernia, governador de Osuna, e Rodrigo Ponce de León, filho do conde de Arcos, numa batalha travada em El Madroño. A 28 de julho de 1462, Pedro Girón, grão-mestre da Ordem de Calatrava, conquista Archidona. A 16 de agosto, o duque de Medina Sidonia, Juan Pérez de Guzmán e o conde de Arcos tomam Gibraltar graças à ajuda dum muçulmano convertido ao cristianismo.
Em Granada, Saade Almostaim tenta desculpar-se destas ameaças castelhanas pondo as culpas nos Abencerragens, que são quem na realidade dirigem o reino, acusando-os de gastarem os impostos e de não pagarem o tributo a Castela. Saade tenta libertar-se da tutela dos Abencerragens que o tinham colocado no poder e para se proteger da fúria popular, ordena a prisão de alguns deles e manda assassinar os membros mais poderosos daquela família.

### Interregno (1462) e segundo reinado (1462-1464
Os restantes Abencerragens fogem para Málaga e fomentam uma rebelião contra Saade. Em outubro de 1462, este refugia-se em Almeria. Os legitimistas tentam repor no trono Maomé XI el Chiquito. Este cai numa armadilha montada por Alboácem Ali, filho de Saade Almostaim, e acaba degolado na Alhambra juntamente com os seus filhos. Finalmente Abu Alhajaje Iúçufe V chega a Granada na companhia dos Abencerragens e com o apoio de Castela é assume o trono.
No verão de 1463, Alboácem Ali entra em Granada, fazendo com que  Iúçufe V fuja para Íllora com os Abencerragens. Alboácem devolve então o trono ao seu pai Saade. Iúçufe V morre pouco depois. Em agosto de 1464 Saade é deposto pelo seu filho Alboácem, que entretanto se tinha aliado aos Abencerragens.